# Loups Noirs
Pour les articles homonymes, voir Loup noir.
Elsässische Kampfgruppe Die Schwarzen Wölfe en français : « Groupe de combat alsacien des Loups Noirs » est un groupe indépendantiste alsacien qui, de 1976 à 1981, a fait parler de lui à travers divers actes incendiaires et de dynamitage contre des symboles de l'« impérialisme français » en Alsace. C'est la première et unique fois que l'activisme indépendantiste alsacien a recours à la violence. Le groupe se composait de moins de dix individus qui avaient tous de très graves griefs personnels avec l'administration française.

## Membres
- Pierre Rieffel, né en 1928 à Breitenbach, Alsace, France[3] et mort le 24 octobre 2022[4].
- René Woerly, né le 15 février 1928 à Albé, Alsace, France mort le 19 octobre 2012 à Albé[5],[6].
- Ewald Jaschek[7], né en 1923, décédé le 6 avril 2016[8].

## Incendie du Struthof
Dans la nuit du 12 au 13 mai 1976 la baraque-musée du camp du Struthof est détruite par un incendie d'origine criminelle. On retrouve alors une inscription sur le mirador : « 27 janvier 1945 ». Cette date correspond à celle de l'internement de 1100 Alsaciens soupçonnés de collaboration avec l'occupant nazi.
Dès le 17 mai, une marche silencieuse est organisée à Strasbourg, conclue par un dépôt de gerbes au monument aux morts de la ville. Si l'incendie est vécu par la population comme un attentat néonazi, Pierre Rieffel s'en défend dans une interview en 2011. D'après lui, il aurait été dégoûté par la manière dont l'histoire du camp était traitée dans le musée, car seul le camp de concentration de nazi était évoqué, sans aucune trace du camp d'internement français destiné aux Alsaciens.
Lors de la reconstruction, l'employé responsable de la vente de billets a reçu des menaces de mort et le camp a été vandalisé une deuxième fois, en 1979.

## L'attentat de Turckheim
La première action à l'explosif revendiquée par les Loups Noirs est dirigée le 9 décembre 1980 contre le monument du maréchal Turenne à Turckheim.  En 1975 déjà, le monument avait été barbouillé de peinture à l'occasion du tricentenaire de la mort du maréchal. Ce monument, un obélisque en grès d'une quinzaine de mètres de haut, glorifie la victoire des armées de Turenne sur les Impériaux à Turckheim. Érigé pour la première fois en septembre 1932, trois inscriptions sont gravées sur son piédestal:
- A la gloire de Turenne, également pleuré des soldats et des peuples 1611-1675
- L'Alsace aux armées françaises
- Victoire de Turckheim 5 janvier 1675

Considéré comme une provocation, cet hommage créa une vive polémique en Alsace. En effet, le maréchal Turenne est la bête noire des autonomistes. Le passage des troupes de Louis XIV, puis l'annexion de la région, ne se sont pas effectués sans heurts : massacres, viols, destructions… Même si les pires exactions se sont produites plus au nord, dans le Palatinat. Cependant, il est important de souligner que les guerres du XVIIe siècle, en particulier la guerre de Trente Ans, ont été dans l'ensemble très meurtrières. Toutefois, le courant autonomiste, qui est fort et structuré dans les années 1930, en fait le plus haut symbole de la colonisation de l'Alsace par la France. En 1940, l'obélisque est enlevé par les Allemands. Cependant, il avait à nouveau été inauguré le 6 juillet 1958.
Le lendemain de l'explosion, les préfets du Haut-Rhin et du Bas-Rhin ont reçu chacun deux lettres, une en français, l'autre en allemand. Celle en français critique violemment « l'assimilation et l'exploitation de [la] patrie alsacienne », tandis que celle en allemand exige l'apprentissage de l'allemand dès la maternelle.

## Premier attentat à Thann
La nuit du 16 mars 1981 marque une nouvelle étape dans la montée de la violence. Les Loups Noirs font sauter le monument du Staufen (sommet surplombant la ville de  Thann), une croix de Lorraine en béton de 12 mètres de haut en hommage à la Résistance alsacienne, dont la première pierre avait été posée par le Général de Gaulle. Une lettre en allemand est retrouvée au pied du mémorial, signée Groupe alsacien de combat les Loups Noirs (en allemand Elsässische Kampfgruppe, die schwarzen Wölfe). Les Loups Noirs reprochent au monument d'avoir été « érigé par les colonisateurs et les collaborateurs afin de rappeler éternellement la haine contre la nation allemande ». En effet, une plaque de bronze encastrée dans un muret du mémorial mentionnait la phrase suivante: « Face à l'envahisseur notre fidélité a bravé la force, trois siècles en témoignent: 1648-1948 ». Ils exigent l'enseignement généralisé de l'allemand en Alsace.
Peu après, une souscription publique est lancée par la ville de Thann. Les Loups Noirs réagissent en lançant leur propre souscription (parodique), où les montants sont remplacés par « 30 kilos de dynamite ».

## Second attentat à Thann
Au Staufen, un nouveau monument, fidèle à l'original est rapidement élevé grâce au succès de la souscription publique. Il est inauguré le 18 juin 1981, date anniversaire de l'appel de Charles de Gaulle. Mais le 20 septembre 1981, les Loups noirs repassent à l'action. L'alarme devant protéger le monument n'ayant pas encore été installée, le groupe en profite et fait sauter pour la seconde fois la croix. Sur la lettre de revendication qu'ils envoient aux journaux L'Alsace et Dernières Nouvelles d'Alsace, les Loups Noirs ont noté, toujours en allemand :

« Pas de monument dédié au soi-disant Libérateurs aussi longtemps que les hommes politiques ne donnent pas satisfaction à nos revendications. La conquête de l'Alsace et de la Lorraine ne fut à l'époque pas une libération mais un rapt contraire aux droits des peuples. Nous demandons l'enseignement de l'allemand dans toutes les écoles d'Alsace et de Lorraine. Nous ne laisserons pas anéantir notre langue maternelle et notre culture. Nous voulons être un peuple libre dans notre propre pays. »

## Arrestation et procès
Quelques semaines plus tard, le 14 octobre 1981, les Loups Noirs sont arrêtés. L'Alsace découvre, stupéfaite, l'identité du groupe: trois hommes au casier judiciaire vierge, la cinquantaine, actifs et socialement intégrés. La tête du groupe est Pierre Rieffel, distillateur dans le Val de Villé et ses acolytes, Ewald Jaschek et René Woerly. Un indice laissé derrière eux (un carton contenant des traces de TNT et jeté dans la Fecht lors de l'attentat à Turckheim) ainsi qu'une mise sur écoute téléphonique ont permis leur arrestation.
Le procès s'ouvre le 12 juin 1982 à Mulhouse. Il relance le débat sur la perte de l'identité alsacienne et l'histoire singulière de cette région. Il ne pouvait qu'offrir une tribune aux autonomistes. Il va aussi permettre de faire la lumière sur le passé des Loups Noirs, passé douloureux qui explique en grande partie le ressentiment qu'ils ont eu à l'égard de la France.
- Ewald Jaschek, Allemand originaire de Haute-Silésie, a été mobilisé dans la Kriegsmarine et s'est marié à une Alsacienne, alors infirmière dans un hôpital allemand. À la Libération, les Jaschek subirent les humiliations des épurateurs, en particulier son épouse, Augustine. Celle qui a été d'une aide précieuse pour les Loups Noirs, a été dénoncée comme collabo par l'individu qui lui avait volé son appartement lorsqu'elle est partie travailler. Elle a été tondue et frappée publiquement. Ewald a quant à lui été maltraité pour ses origines allemandes. Leurs enfants sont eux aussi par la suite traités de « sales boches »[10].
- Comme beaucoup d'adolescents alsaciens de son époque, René Woerly a connu l'enrôlement obligatoire dans les jeunesses hitlériennes. Un soir de 1945, il est battu au coin d'une rue par les FFI, avec pour seul tort un frère aîné qui s'était engagé dans la Waffen SS[10].
- Pierre Rieffel était au moment du conflit lui tout aussi jeune que René Woerly. Son père, fut maire de Breitenbach en 1938 et était resté en fonction (devenu Burgermeister) jusqu'en 1943, date à laquelle il démissionna. Accusé de collaboration, il fut livré aux FFI et interné au Struthof. Rieffel rapportera qu'il s'était rendu au Struthof afin de remettre de la nourriture à son père, chose qui ne fut pas du goût du chef de camp. Ce dernier le frappa si fort que le garçon perdit connaissance. Il fut pris en charge par une patrouille américaine qui le déposa chez lui[10].

Les prévenus sont condamnés à des peines de prison allant de 7 mois à 3 ans ainsi qu'à verser des dédommagements à hauteur d'un million de francs au bénéfice du Trésor public et de la ville de Thann.

## Les Loups Noirs, un groupe néonazi?
Lors de la formation des Loups Noirs, les membres du groupe étaient avant tout autonomistes : leurs revendications tournaient autour du bilinguisme et d'une plus grande liberté de l'Alsace. La région ayant été fortement marquée par l'assimilation française (avec notamment l'interdiction de parler alsacien à l'école) et les Loups Noirs ayant eux-mêmes été victimes d'un lourd passé, l'aspect politique de leurs actions était facilement explicable, sans qu'il soit nécessaire de recourir à une affiliation d'extrême-droite. 
Cependant, il n'était pas seulement question de revanche. L'autonomisme alsacien avait déjà été entaché pendant la Seconde Guerre mondiale, car une partie de ses membres a collaboré avec le régime nazi. Dans les années 1970, certains autonomistes sont encore liés avec l'extrême-droite, dont le plus célèbre est le docteur Marcel Iffrig. Ce dernier est nettement anti-français et c'est sous son influence que le MRAL, le mouvement régionaliste alsacien prépondérant à l'époque, dérive vers le néonazisme. Iffrig a d'ailleurs témoigné (en allemand) au procès des Loups Noirs, avant de disparaître de la scène politique. Beaucoup de militants du MRAL avait quitté le mouvement à cause de cela, pour ensuite refonder un parti sur de nouvelles bases, le Rassemblement des Alsaciens-Lorrains en 1976, puis du Mouvement populaire alsacien, à visée autonomiste, mais non séparatiste. Les Loups Noirs ont participé aux mouvements revendicatifs anti-français et se sont de plus en plus radicalisés jusqu'à leur arrestation, assistant à des réunions de groupuscules néonazis en Allemagne. Dans son interview donnée en 2011, Rieffel lui-même avoue que, si les nazis étaient pour lui des fanatiques dont il n'aimait guère l'idéologie, il avait apprécié sa jeunesse au sein des Jeunesses hitlériennes. Il ajoute également qu'il se sent aujourd'hui étranger dans son propre pays.

## Origine du nom
L'origine du nom du groupe reste sujette à controverse. On pensa, notamment à travers les articles de presse, que les « Loups Noirs » était un hommage aux Werwolf, groupes clandestins allemands qui se livrèrent à des actes subversifs (sabotages, attentats, assassinats) contre les armées alliées et les civils allemands. L'insertion du nom Kampfgruppe (en allemand groupe de combat) ainsi que les relations entretenues par les Loups Noirs avec certains groupuscules de l'extrême droite allemande ne sont certainement pas étrangers à l'étaiement de cette thèse.
Fut aussi évoqué le mouvement ultranationaliste turc des Loups gris, or Pierre Rieffel confia qu'il ignorait l'existence même de ce groupe.
Enfin, Rieffel donna personnellement la clef du mystère qu’il était le seul à détenir; les Alsaciens d'après 1945 qui ne reconnaissaient pas la France comme un pays libérateur mais comme un pays colonisateur étaient considérés comme des « moutons noirs » au milieu d'un troupeau de « moutons blancs » (les Alsaciens). Or, ces « moutons noirs », voulaient devenir des loups, des « loups noirs ».